# زمین‌لرزه ۱۳۶۰ سیرچ
زمین‌لرزه سیرچ در تاریخ ۲۸ ژوئیه ۱۹۸۱ میلادی، برابر با ‎۶ مرداد ۱۳۶۰، ساعت ۱۷:۲۲:۲۴ به زمان یوتی‌سی در استان کرمان رخ داد. ژرفای این زلزله ۱۳٫۷ کیلومتر بود، و بزرگی آن ۷٫۳ در مقیاس Mw اعلام شده‌است. زمین‌لرزه به وقت محلی در روز سه‌شنبه، ساعت ۲۰٫۵ روی داده و منطقه زمانی آن یوتی‌سی +۳٫۵ بوده‌است.
سازمان زمین‌شناسی آمریکا نیز رومرکز این زمین‌لرزه را در مختصات ۳۰°۰۰′۴۷″شمالی ۵۷°۴۷′۳۸″شرقی / ۳۰٫۰۱۳°شمالی ۵۷٫۷۹۴°شرقی و ژرفای آن را ۳۳ کیلومتر گزارش کرده است. بزرگی برگزیدهٔ این سازمان از میان بزرگی‌های محاسبه‌شدهٔ مختلف ۷٫۳ در مقیاس MS بوده و از دید اثر، در میان چهار دسته‌بندی «نامحسوس»، «محسوس»، «زیان‌آور» یا «با تلفات»، زلزله را «با تلفات» اعلام کرده‌است.
پروژهٔ «تانسور گشتاور مرکزوار» زاویه‌های (راستا، شیب، ریک) گسل سازندهٔ زمین‌لرزه و صفحه عمود بر آن را (°۱۵۰، °۱۳، °۱۱۹) یا (°۳۰۰، °۷۹، °۸۴) و نوع گسل را«معکوس» فرارسانده‌است.
شمار کشتگان زلزله حدود ۱۵۰۰ نفر بوده‌است. تعداد زخمیان ۱۰۰۰ نفر برآورده شده‌است. بی‌خانمان شدگان نیز ۵۰۰۰۰ نفر اعلام شده‌است.